# 石巻市立女子高等学校
石巻市立女子高等学校（いしのまきしりつじょしこうとうがっこう）とは、宮城県石巻市にあった公立女子高等学校。
2009年7月に石巻市教委において石巻市女高と石巻市立女子商業高等学校を普通科の女子校として統合し、2015年4月に石巻市立桜坂高等学校に統合された。存続校は石巻市女となり、大規模改修・増築を行い、体育館を新築する予定である。

## 設置学科
- 全日制課程
  - 普通科

## 沿革
- 1925年（大正14年） - 石巻実業女学校として開校
- 1944年（昭和19年） - 宮城県石巻女子商業学校に改称。この年に現在地に移転
- 1946年（昭和21年） - 宮城県石巻市立高等女学校に改称
- 1948年（昭和23年） - 石巻家政高等学校に改称
- 1962年（昭和37年） - 現在の石巻市立女子高等学校に改称
- 2015年（平成27年） - 石巻市立女子商業高校と統合し、石巻市立桜坂高等学校が開校に伴い、閉校となった。

## 部活動
- 運動部
  - 陸上競技、バレーボール、ソフトテニス、卓球、ソフトボール、バスケットボール、弓道、空手道、バドミントン
- 文化部
  - 自然科学、吹奏楽、合唱、美術、演劇、書道、写真、イラスト、文化創造、応援、茶華道、家庭生活、情報処理